# Steven Reid
Steven John Reid (Kingston upon Thames, Londres, 10 de marzo de 1981) es un exfutbolista irlandés que jugaba como centrocampista y su último club fue el Burnley F. C. de Inglaterra. Actualmente es asistente técnico de Nuno Espírito Santo en el Nottingham Forest Football Club de Inglaterra.

## Carrera

### Como jugador
Debutó con el Millwall F. C. con 17 años, en la temporada 1997-98 y formó parte del exitoso equipo que en la 2000-01 logró el ascenso a la First Division (la segunda división inglesa). En julio de 2003 fue fichado por el Blackburn Rovers F. C.
Debutó con el Blackburn en Premier League en la temporada 2003-04, completando 16 partidos y perdiéndose el resto a causa de una lesión. Él, que había actuado como extremo derecho durante su carrera deportiva, pasó al centro del campo con Mark Hughes tras la llegada de este al banquillo de Ewood Park. Durante las dos siguientes campañas jugó 28 y 34 partidos (sólo contando Premier), pero en la 2006-07 se perdió todo el campeonato (jugó tan solo tres partidos) debido a una nueva lesión lumbar.
En agosto de 2010 fue fichado por el West Bromwich Albion.
El 18 de mayo de 2015 anunció su retirada como futbolista profesional para dedicarse a entrenar.
A él se le atribuye el gol más potente de la historia con un disparo emitido en 2005 de 157,72 km/h.[cita requerida]

### Como entrenador
El 25 de junio de 2015 fue nombrado entrenador asistente del Reading F. C.
En el tramo final de la temporada 2018-19 regresó al West Bromwich Albion para ejercer de asistente del entrenador interino Jimmy Shan. Al término de la misma se marchó a la selección de Escocia para ejercer el mismo rol tras la contratación de Steve Clarke como seleccionador.

## Selección nacional
Fue internacional absoluto con la República de Irlanda.

## Clubes
| Club                                | País       | Año       |
| ----------------------------------- | ---------- | --------- |
| Millwall F. C.                      | Inglaterra | 1997-2003 |
| Blackburn Rovers F. C.              | Inglaterra | 2003-2010 |
| Queens Park Rangers F. C. (cedido)  | Inglaterra | 2009      |
| West Bromwich Albion F. C. (cedido) | Inglaterra | 2010      |
| West Bromwich Albion F. C.          | Inglaterra | 2010-2014 |
| Burnley F. C.                       | Inglaterra | 2014-2015 |